# Partick Thistle Football Club
Ne doit pas être confondu avec Thistle Football Club.
Maillots
Actualités
Dernière mise à jour : 26 juin 2019.

Ancien logo de l’équipe, utilisé entre 1990 et 2008.

Le Partick Thistle Football Club est un club écossais de football basé à Glasgow, fondé en 1876. Le club évolue actuellement en Scottish Championship après avoir été relégué de Scottish Premiership en 2017-2018.

## Histoire
- 1876 : fondation du club
- 1896 : participation à la Glasgow League
- 1897 : 1re participation au championnat de 1re division (saison 1897-1898)
- 1963 : 1re participation à une Coupe d'Europe (C3, saison 1963-1964)

### Fondation et premières années (1876-1921)
Le club est fondé en 1876 à Partick, qui à l'époque était un burgh de la banlieue de Glasgow (avant d'être intégré à la ville en 1912). Mais, depuis 1908, le club n'a plus jamais joué à Partick mais à Firhill Stadium c'est-à-dire, dans le quartier de Maryhill (en), à Glasgow même.

### Victoire en Coupe d’Écosse et montée en puissance (1921-1982)
Il obtient son premier succès majeur en 1921, lors de la Coupe d'Écosse, en battant les Rangers 1-0 en finale. Il faut attendre la saison 1971 pour retrouver pareil engouement autour de l'équipe, lorsqu'elle remporte la Coupe de la ligue 4-1 face au Celtic.

### Déclin et traversée du désert (depuis 1982)
Dans les années 1980, ils connaissent des difficultés financières les menant au bord de la banqueroute en 1998. Les fans se mobilisent pour sauver leur club avec l'opération « Save the Jags ». Sauvé de la disparition, ils sont quand même relégués.
Le club obtient deux montées successives en 2000-2001 et 2001-2002, terminant champion de sa division à chaque fois et retrouvant finalement l'élite. Néanmoins, le club n'a pas les moyens de lutter durablement parmi l'élite.
A l'issue de la saison 2017-18, le club est relégué au Championship (deuxième division)

## Palmarès
| Compétitions nationales | Compétitions internationales |
| - Championnat d'Écosse (0) : - Meilleur classement : 6e (2017) - Championnat d'Écosse de deuxième division (6) : - Champion : 1897, 1900, 1971, 1976, 2002 et 2013 - Championnat d'Écosse de troisième division (2) : - Champion : 2001 et 2021 - Coupe d'Écosse (1) : - Vainqueur : 1921 - Coupe de la Ligue écossaise (1) : - Vainqueur : 1972 - Finaliste : 1954, 1957, 1959 - Scottish Challenge Cup (0) : - Finaliste : 2013. - Summer Cup (1) : - Vainqueur : 1945 - Glasgow Cup (7) : - Vainqueur : 1935, 1951, 1953, 1955, 1961, 1981 et 1989 - Finaliste : 1889, 1901, 1912, 1915, 1918, 1920, 1933, 1937, 1960, 1967, 1969 - Tennents' Sixes (1) : - Vainqueur : 1993 |                              |

## Joueurs et personnalités du club

### Entraîneurs
- 1903-1929 :  George Easton
- 1929-1947 :  Donald Turner
- 1947-1959 :  David Meiklejohn
- 1959-1968 :  Willie Thornton
- 1968-1970 :  Scot Symon
- 1970-1974 :  Davie McParland
- 1974-1980 :  Bertie Auld
- 1980-1984 :  Peter Cormack
- 1984-1986 :  Benny Rooney
- 1986 :  Bertie Auld
- 1986-1987 :  Derek Johnstone
- 1987-1988 :  Billy Lamont
- 1988-1989 :  John Lambie
- 1989-1990 :  Sandy Clark
- 1990-1995 :  John Lambie
- 1995-1997 :  Murdo MacLeod
- 1997-1998 :  John McVeigh
- 1998-1999 :  Tommy Bryce
- 1999-2003 :  John Lambie
- 2003 :  Gerry Collins
- 2003-2005 :  Gerry Britton &  Derek Whyte
- 2005-2007 :  Dick Campbell
- 2007-2011 :  Ian McCall
- 2011-2013 :  Jackie McNamara
- 2013-oct. 2018[3] :  Alan Archibald
- oct. 2018-sep. 2019 :  Gary Caldwell
- sep. 2019-fév. 2023 :  Ian McCall

### Hall of fame
Sont répertoriés sur le site officiel en tant que membres du Hall of Fame:
- Andy Anderson
- Kenny Arthur
- Bertie Auld
- Jimmy Bone
- Gerry Britton
- Chic Charnley
- Neil Duffy
- Tommy Ewing
- John Harvey
- Bobby Houston
- Jackie Husband
- John Lambie
- Bobby Law
- Danny Lennon
- Johnny MacKenzie
- Peter McKennan
- Davie McParland
- Denis McQuade
- Alex O'Hara
- Alex Rae
- Alan Rough
- Willie Sharp (en)
- Doug Somner
- Kenny Watson